# Таларомицес украинский
Таларо́мицес украи́нский (лат. Talarómyces ucraínicus) — вид грибов-аскомицетов, относящийся к роду таларомицес (Talaromyces). Бесполую стадию ранее включали в состав рода пеницилл (Penicillium) как Penicíllium ucrainicum (пеници́лл украинский).

## Описание
Колонии на агаре Чапека ограниченно-растущие, серо-жёлтые, с жёлтым воздушным мицелием. Реверс зеленовато-желтоватый. Клейстотеции обычно многочисленные.
Колонии на CYA на 7-е сутки 1—2 см (2—2,5 см при 30 °C) в диаметре, с белым и едва желтоватым мицелием, со слабым конидиальным спороношением в зеленовато-серых тонах. Экссудат отсутствует. Реверс колоний оливковый, оливково-коричневый, коричнево-оранжевый.
На агаре с солодовым экстрактом (MEA) колонии шерстистые , с белым мицелием. Конидиальное спороношение отсутствует. Экссудат и растворимый пигмент не образуются. Реверс колоний серовато-оранжевый, в центральной части коричневый.
На агаре с дрожжевым экстрактом и сахарозой (YES) колонии с белым или едва желтоватым мицелием, со слабым или отсутствующим конидиальным спороношением в голубовато-серых тонах. Реверс оливковый до оранжево-коричневого.
На овсяном агаре (OA) колонии с белым и жёлтым мицелием, без конидиального спороношения, с клейстотециями, со светло-жёлтым реверсом.
Клейстотеции образуются на более бедных средах, жёлтые, почти шаровидные, мягкие, 430—490 × 400—410 мкм. Аски 6,5—9,5 × 5—7,5 мкм. Аскоспоры широкоэллипсоидальные, с тонкими неправильными, в основном, продольными рубцами, 3—5 × 2—3 мкм.
Конидиеносцы — двухъярусные и одноярусные кисточки 14—80 мкм длиной и 1,5—2,6 мкм толщиной, гладкостенные. Метулы по 3—6 в мутовке, расходящиеся, 8—13 мкм длиной. Фиалиды игловидные, по 3—5 в пучке, 8—13 × 1,5—3 мкм. Конидии широкоэллипсоидальные до яйцевидных, гладкостенные, 2—5 × 1,5—3 мкм.

### Отличия от близких видов
Определяется по ограниченному росту на большинстве сред и неспособности расти на креатиново-сахарозном агаре (CREA), а также по орнаментации аскоспор с тонкими неправильными рубцами.

## Экология и значение
Широко распространённый вид, встречающийся преимущественно в почве.

## Таксономия
Talaromyces ucrainicus (Panas.) Udagawa, Trans. Mycol. Soc. Japan 7: 94 (1966). — Penicillium ucrainicum Panas., Mycologia 56 (1): 59 (1964).

### Синонимы
- Penicillium ohiense Pitt, 1980
- Penicillium ucrainicum Panas., 1964
- Talaromyces ohiensis Pitt, 1980
- Talaromyces panasenkoi Pitt, 1980